# 코어로프 메모리

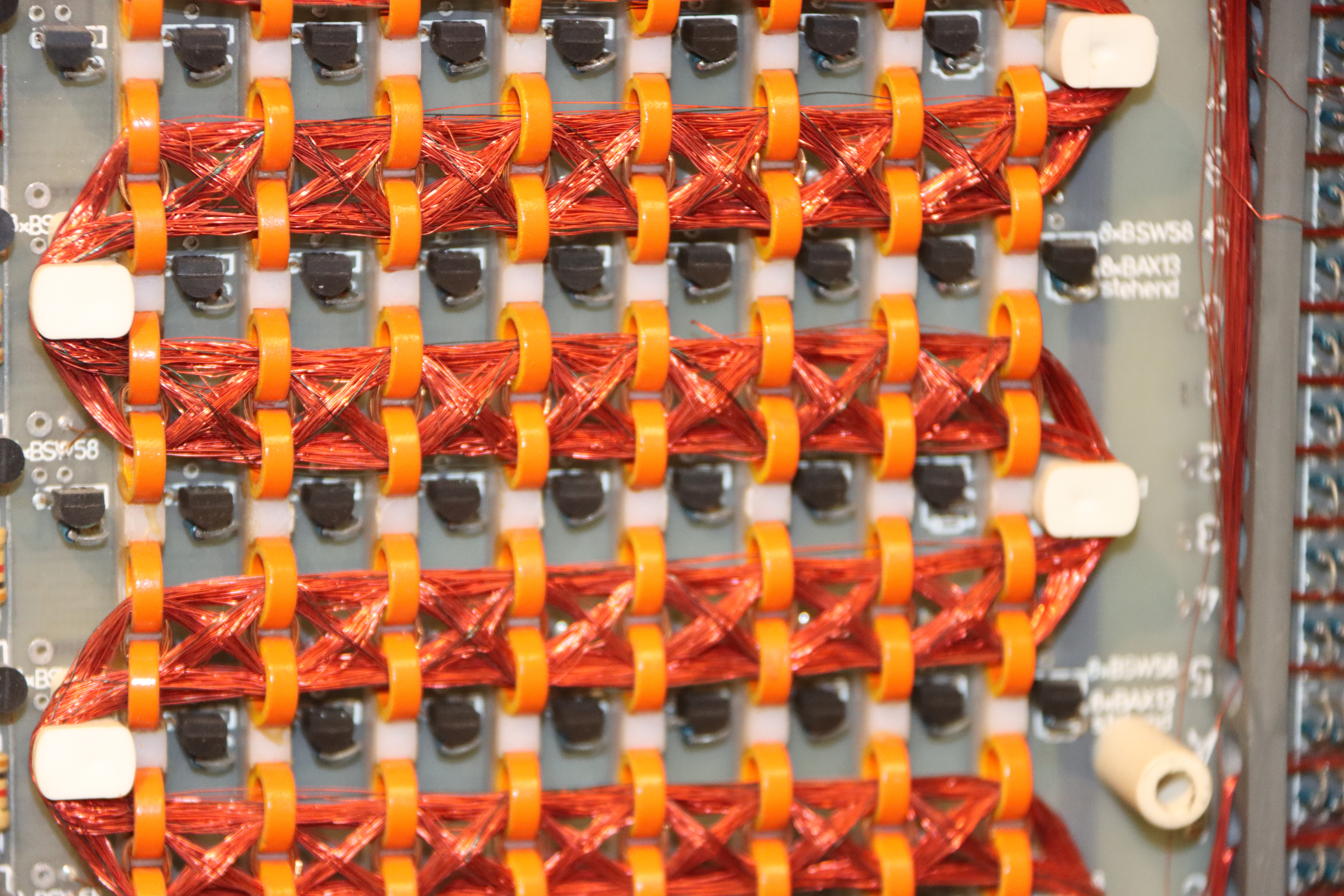

코어로프 메모리(core rope memory)는 읽기전용 메모리(ROM)의 일종이다. 와이어의 코어 통과 여부로 0과 1을 나타낸다.
1950년대에 에커트-모클리 컴퓨터회사에서 개발해서 유니박 I과 유니박 II에 사용되었다. 당대에 지배적인 데이터 저장기술이었고, 1960년대에는 NASA의 화성탐사선과 아폴로 유도 컴퓨터에 사용되었다.
용량은 1 세제곱미터당 2.5메가바이트를 저장할 수 있었다. 자기코어 메모리의 18배 정도 성능이었다.